# Лужин, Иван Дмитриевич
Иван Дмитриевич Лужин (1802—1868) — генерал-лейтенант, в 1843—1854 годах московский обер-полицмейстер, в 1854—1856 курский, в 1856—1860 харьковский губернатор.

## Биография
Происходил из дворян Московской губернии, родился 3 сентября 1802 года в семье мелкого помещика Дмитрия Сергеевича Лужина и Елизаветы Васильевны Акинфовой в усадьбе села Вечерлей Ардатовского уезда Симбирской губернии. Детство своё провел в Москве и получил обычное дворянское домашнее образование.
В военную службу вступил в 1820 году эстандарт-юнкером в лейб-гвардии Конный полк и 19 февраля 1823 года произведён в корнеты.
В 1826 году был привлечён в качестве обвиняемого по делу восстания декабристов. По показанию А. А. Плещеева, Лужин знал о существовании Петербургской ячейки Южного тайного общества и готов был в него вступить, но этому помешал его отъезд в отпуск. Поскольку никакой активной противозаконной деятельности Лужина выявлено не было, то император Николай I повелел оставить обвинение без внимания.
В 1828—1829 годах Лужин сражался с турками. В 1831 году Лужин принимал участие в подавлении восстания в Польше, сражался под Жолтками, Остроленкой и Варшавой, за отличия награждён орденом Св. Владимира 4-й степени с бантом. В промежутке между турецкой и польской кампаниями он выступал посредником в сватовстве А. С. Пушкина:

Зная, что Пушкин давно влюблен в Гончарову и увидав её на балу у князя Д. В. Голицына, князь Вяземский поручил И. Д. Лужину, который должен был танцевать с Гончаровой, заговорить с нею и с её матерью мимоходом о Пушкине с тем, чтобы по их отзыву доведаться, как они о нём думают. Мать и дочь отозвались благосклонно и велели кланяться Пушкину. Лужин поехал в Петербург, часто бывал у Карамзиных и передал Пушкину этот поклон.
В 1831 году Лужин женился на дочери влиятельного при дворе графа И. В. Васильчикова и поселился в его петербургском доме, после чего его карьера резко пошла вверх. 19 февраля 1832 года в чине штабс-ротмистра был назначен флигель-адъютантом, в 1833 году произведён в ротмистры, c 26 марта 1839 года полковник лейб-гвардии Конного полка. В качестве флигель-адъютанта императора часто бывал в Зимнем дворце, оставил воспоминания о пожаре 1837 года. Именно от него стали известны слова Николая I по поводу смерти Лермонтова: «Собаке — собачья смерть».
Лужин 16 января 1841 года был отчислен от лейб-гвардии Конного полка в Свиту Его Величества по квартирмейстерской части (будущий Генеральный штаб). 10 ноября 1843 года назначен командиром Казанского драгунского полка; параллельно исполнял дела московского обер-полицмейстера. 14 марта 1846 года Лужин был произведён в генерал-майоры Свиты Его Величества с отставлением от должности полкового командира и утверждением в должности обер-полицмейстера. На этом посту находился до 15 мая 1854 года.
Лужин — один из немногих николаевских чиновников, которые пользовались популярностью у москвичей. В 1846 году А. О. Смирнова писала Н. В. Гоголю про «удивительного полицмейстера» Лужина: «Он так добр и благороден, вместе и строг и нравственен во всех отношениях; но и он при всей силе телесной и при всем спокойствии душевном устаёт и страдает. Москва отдыхает после Цынского». Даже герценовский «Колокол» признавал, что Лужин «безукоризненно исполнял свою должность». В частности, он руководил расследованием нашумевшего дела Сухово-Кобылина.
Лужин интересовался изящными искусствами и умел их ценить, состоял членом Московского художественного общества. В обер-полицмейстерском доме на Тверском бульваре держала литературный салон его сестра Мария Дмитриевна Ховрина (1801—1877). По словам П. В. Анненкова, она «имела славу женщины большого света, охотно отворявшей двери своей гостиной для замечательных людей времени, какой бы репутацией они ни пользовались в других кругах общества». У Ховриной и Лужина бывали в гостях все знаменитые русские писатели того времени.
Овдовев в 1842 году, обер-полицмейстер Лужин познакомился в Москве и увлёкся замужней графиней Натальей Алексеевной Орловой-Денисовой. Современники неоднократно отмечали его многолетнюю влюбленность в графиню, закончившуюся браком, только когда она потеряла мужа, а жениху исполнилось 55 лет:

Этот Лужин был без ума влюблён в красавицу графиню и бывал в её доме каждый день, что и послужило поводом одному из злых остряков сказать довольно удачную остроту, указывая на крупный скульптурный герб, украшавший фронтон дома казака гр. Орлова-Денисова, в котором около его инициалов была помещена фигура казака: «В этом доме я постоянно вижу трёх казаков: одного в самом доме (граф был казак), другого на доме (это был герб) и третьего у подъезда (Лужина как обер-полицмейстера всюду сопровождал казак)».
После назначения генерал-губернатором Закревского, не взлюбившего Лужина за мягкость, последний был смещён с должности и назначен 13 декабря 1854 года курским губернатором. С 5 мая 1856 года перемещён на должность харьковского губернатора, 26 августа того же года произведён в генерал-лейтенанты. После увольнения в отставку 9 ноября 1860 года («в связи с клеветническими наветами родственников его второй жены») жил в Москве на Тверской, состоял почётным опекуном Московского опекунского совета. По сведениям Гиляровского, Лужин был страстный охотник и держал под городом собственную псарню.
Скончался 1 апреля 1868 года и был похоронен возле Спасской церкви в имении Григорово Дмитровского уезда Московской губернии. Виды этого имения не раз писал по заказу Лужина начинающий художник А. К. Саврасов, за обучение которого в училище живописи и ваяния обер-полицмейстер исправно вносил плату.

## Награды
- орден Святого Георгия 4-й степени (26 ноября 1849 года, за беспорочную выслугу 25 лет в офицерских чинах, № 8156 по кавалерскому списку Григоровича — Степанова);
- орден Святой Анны 1-й степени с императорской короной;
- орден Святого Станислава 1-й степени (3.4.1849);
- орден Святого Владимира 3-й и 4-й степени с бантом;
- орден Святого Александра Невского (22.7.1865);
- Медаль «За взятие приступом Варшавы» (1831);
- Медаль «В память войны 1853—1856» на андреевской ленте;
- Польский знак отличия за военное достоинство 4-й степени.

## Семья
Первая жена (с 13 ноября 1831 года) — Екатерина Илларионовна Васильчикова (10.07.1807—1842), дочь князя И. В. Васильчикова, одного из самых доверенных приближённых Николая I; крестница Александра I и императрицы Марии Фёдоровны, фрейлина двора. По словам Е. П. Яньковой, была прекрасной и премилой девушкой. Отец сватал её князю А. Вяземскому, которому она очень нравилась, но из-за скупости отца князя дело разошлось. Влюбившись в Лужина, Екатерина Васильчикова настояла на неравном для себя браке, венчание состоялось в церкви во имя Входа Господня в Иерусалим. Умерла молодой, похоронена при домовой Спасской церкви в с. Григорово Дмитровского уезда Московской губернии. В браке родились сыновья Дмитрий (1835), Василий (1836), Илларион (1840) и дочь Вера (01.11.1832—1885; в замужестве княгиня Салтыкова-Головкина, известная московская благотворительница, владелица усадьбы Красное).
Вторая жена — Наталья Алексеевна Шидловская (1821—1883), вдова графа Николая Васильевича Орлова-Денисова (1815—1855). В Москве имела репутацию первой красавицы, была высокая, дородная и видная, безукоризненно сложенная, с прекрасными белоснежными плечами, золотистыми волосами, черными, как смоль бровями и темно-синими, почти черными глазами. По словам С. М. Загоскина, она походила более на здоровую русскую крестьянку, чем на красивую великосветскую даму… доброта и приветливость её вошли в Москве в поговорку, а совместная жизнь с любимым ею, но вечно нетрезвым мужем, служила доказательством её кротости и замечательного терпения.